# Rhipidothrips gratiosus
Rhipidothrips gratiosus är en insektsart som beskrevs av Jindřich Uzel 1895. Rhipidothrips gratiosus ingår i släktet Rhipidothrips och familjen rovtripsar. Inga underarter finns listade i Catalogue of Life.